# Cheritra fracta
Cheritra fracta är en fjärilsart som beskrevs av Cowan 1967. Cheritra fracta ingår i släktet Cheritra och familjen juvelvingar. Inga underarter finns listade i Catalogue of Life.